# Rangelo Janga
Rangelo Maria Janga (ur. 16 kwietnia 1992 w Rotterdamie) – piłkarz z Curaçao grający na pozycji napastnika. Od 2021 roku jest zawodnikiem klubu Apollon Limassol, do którego jest wypożyczony z FK Astana.

## Kariera piłkarska
Swoją karierę piłkarską Janga rozpoczął w klubie Willem II Tilburg. W 2010 roku awansował do pierwszego zespołu i 26 września 2010 zadebiutował w jego barwach w Eredivisie w przegranym 1:2 wyjazdowym meczu z NAC Breda. Na koniec sezonu 2010/2011 spadł z Willemem II do Eerste divisie.
Na początku 2012 roku Janga został wypożyczony do SBV Excelsior. Swój debiut w nim zaliczył 21 stycznia 2012 w wygranym 3:0 domowym meczu z NAC Breda. Po sezonie 2011/2012 odszedł na stałe do Excelsioru. W sezonie 2011/2012 spadł z Excelsiorem do drugiej ligi. W 2014 roku odszedł do cypryjskiego drugoligowca, Omonia Aradipu. Spędził w nim rok.
W 2015 roku Janga wrócił do Holandii i został piłkarzem FC Dordrecht. Swój debiut w Dordrechcie zaliczył 21 sierpnia 2015 w przegranym 1:3 domowym spotkaniu z FC Volendam. W Dordrechcie grał rok.
W 2016 roku Janga został zawodnikiem słowackiego klubu FK AS Trenčín. Zadebiutował w nim 16 lipca 2016 w przegranym 1:2 wyjazdowym meczu z MFK Zemplín Michalovce. W Trenčínie grał do końca 2017 roku.
Na początku 2018 roku Janga przeszedł do KAA Gent. W klubie tym swój debiut zaliczył 21 stycznia 2018 w wygranym 3:0 domowym meczu z KSC Lokeren.
W lipcu 2018 Janga przeszedł za 1.2 miliona euro do FK Astana. W 2018 i 2019 roku został z tym klubem mistrzem Kazachstanu. Następnie był z niego wypożyczany do FC Lugano, NEC Nijmegen i Apollona Limassol.
| Sezon   | Klub              | Kraj       | Rozgrywki                 | Mecze | Gole |
| ------- | ----------------- | ---------- | ------------------------- | ----- | ---- |
| 2010/11 | Willem II Tilburg | Holandia   | Eredivisie                | 18    | 2    |
| 2011/12 | Willem II Tilburg | Holandia   | Eerste divisie            | 6     | 1    |
| 2011/12 | SBV Excelsior     | Holandia   | Eredivisie                | 16    | 2    |
| 2012/13 | SBV Excelsior     | Holandia   | Eerste divisie            | 24    | 3    |
| 2013/14 | SBV Excelsior     | Holandia   | Eerste divisie            | 12    | 0    |
| 2014/15 | Omonia Aradipu    | Cypr       | Protathlima B’ Kategorias | 26    | 5    |
| 2015/16 | FC Dordrecht      | Holandia   | Eerste divisie            | 34    | 21   |
| 2016/17 | FK AS Trenčín     | Słowacja   | I liga                    | 31    | 14   |
| 2017/18 | FK AS Trenčín     | Słowacja   | I liga                    | 17    | 14   |
| 2017/18 | KAA Gent          | Belgia     | Eerste klasse             | 17    | 5    |
| 2018    | FK Astana         | Kazachstan | Priemjer Ligasy           | 10    | 4    |
| 2019    | FK Astana         | Kazachstan | Priemjer Ligasy           | 30    | 6    |
| 2019/20 | FC Lugano         | Szwajcaria | Super League              | 12    | 0    |
| 2020/21 | NEC Nijmegen      | Holandia   | Eredivisie                | 36    | 9    |

## Kariera reprezentacyjna
Janga grał w młodzieżowych reprezentacjach Holandii. Wraz z reprezentacją Holandii U-17 zagrał na Mistrzostwach Europy 2009 i wywalczył na nich wicemistrzostwo kontynentu.
W reprezentacji Curaçao Janga zadebiutował 23 marca 2016 roku w przegranym 0:1 meczu eliminacji do Złotego Pucharu CONCACAF 2017 z Barbadosem.